# مارك أنطوان
مارك أنطوان (بالفرنسية: Marc Antoine)‏ هو عازف جاز وملحن وعازف قيثارة فرنسي، ولد في 28 مايو 1963 في باريس في فرنسا.

## وصلات خارجية
- الموقع الرسمي
- مارك أنطوان على موقع ميوزك برينز (الإنجليزية)
- مارك أنطوان على موقع أول ميوزيك (الإنجليزية)
- مارك أنطوان على موقع ديسكوغز (الإنجليزية)